# Wohnhaus Bahnhofstraße 18
Das Wohnhaus Bahnhofstraße 18 im niedersächsischen Elsfleth im Landkreis Wesermarsch stammt aus dem 19. Jahrhundert.

Aktuell (2023) wird es als Wohnhaus genutzt.
Das Gebäude steht unter Denkmalschutz (siehe auch Liste der Baudenkmale in Elsfleth).

## Beschreibung
Das eingeschossige giebelständige verputzte Eckgebäude mit Satteldach und mittigem Eingang wurde in der ersten Hälfte des 19. Jahrhunderts gebaut.
Das Landesdenkmalamt befand: „… geschichtliche Bedeutung … als beispielhaftes Wohnhaus aus der 1. Hälfte des 19. Jhs.“